# Zjednoczenie Kolejowców Polskich

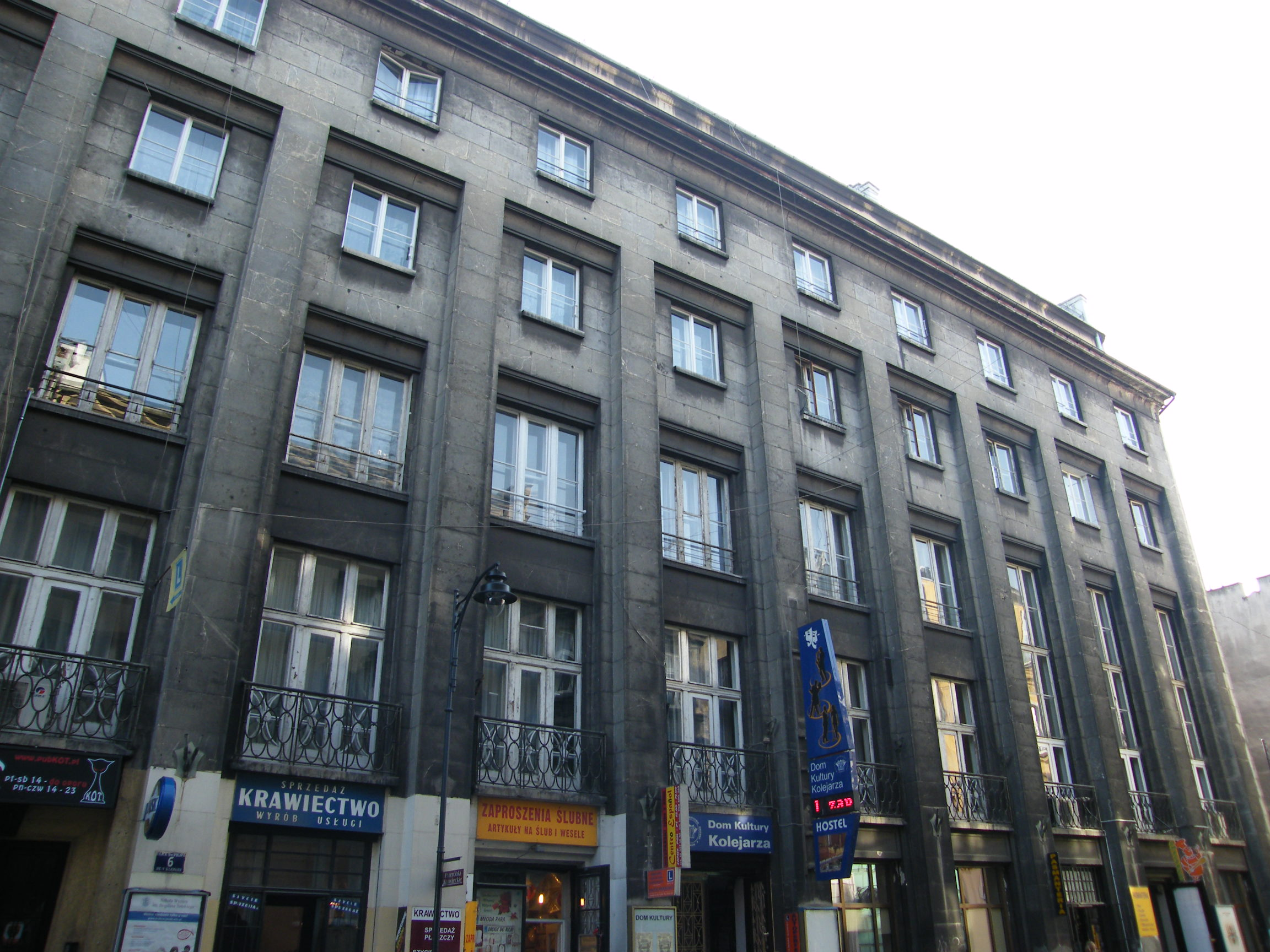
Dawna siedziba Zjednoczenia Kolejowców Polskich w Krakowie przy ul. św Filipa 6 (1931-)

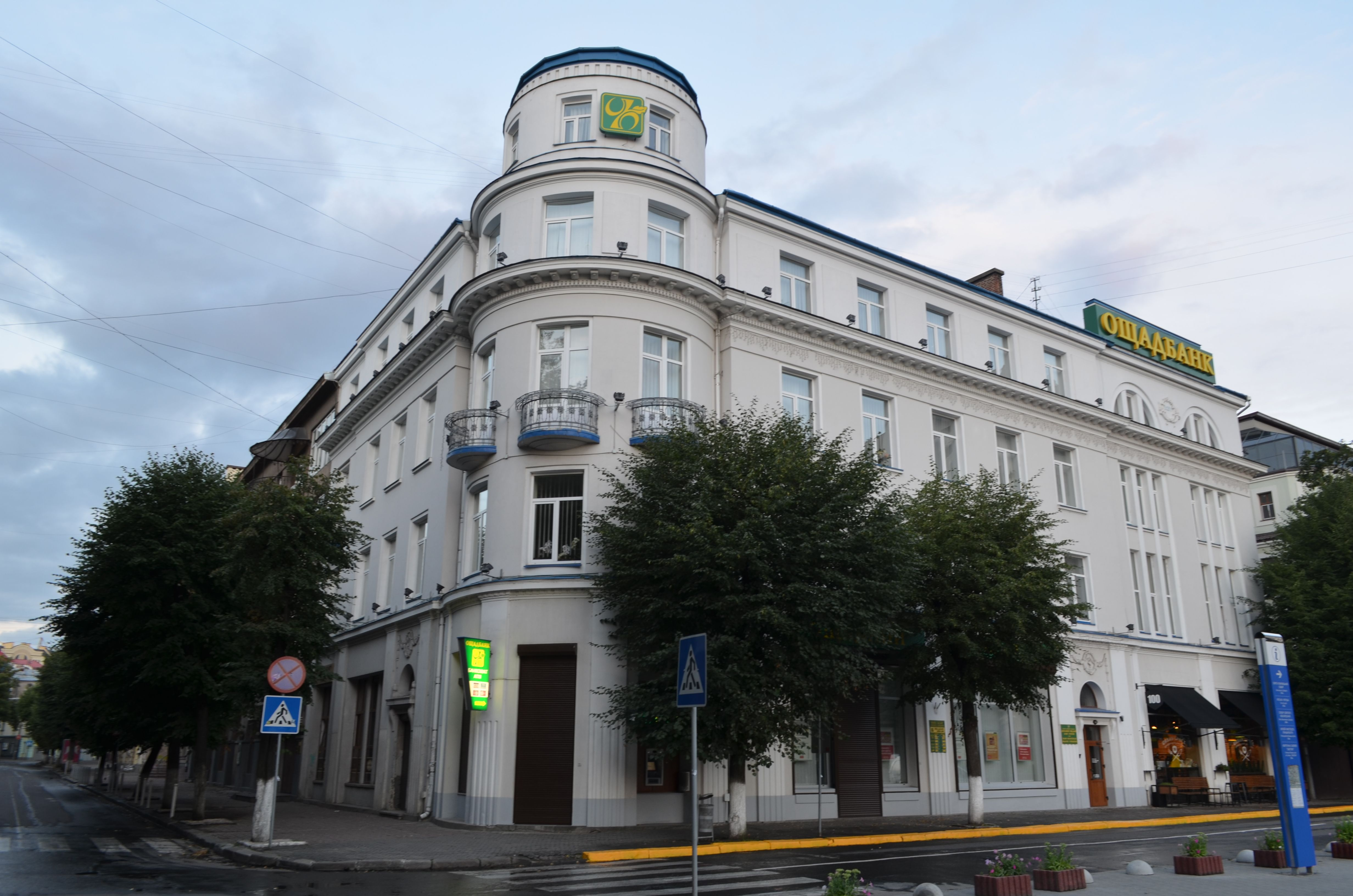
Dawna siedziba Zjednoczenia Kolejowców Polskich w Stanisławowie przy ul. 3 Maja róg ul. Ormiańskiej

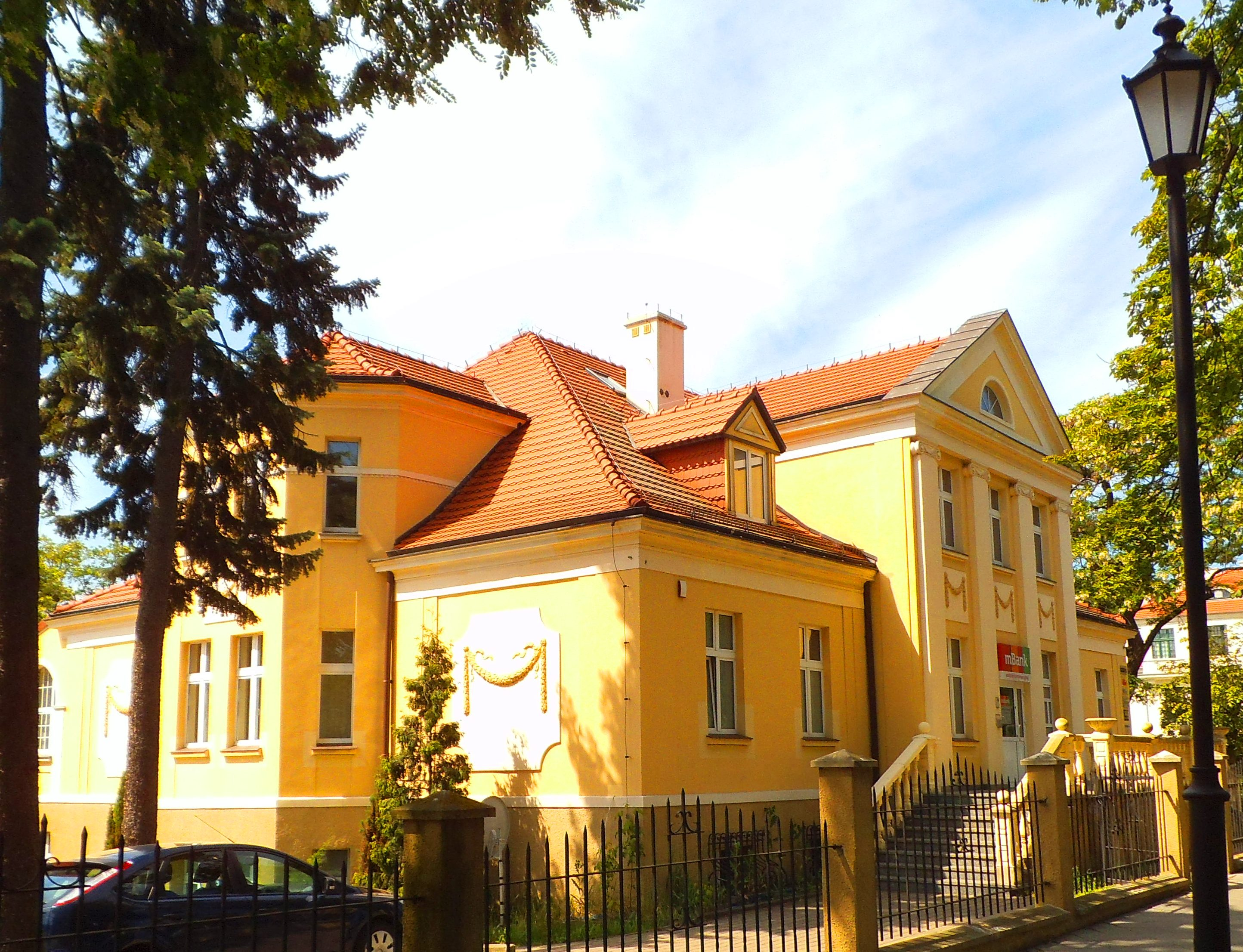
Dawna siedziba Zjednoczenia Kolejowców Polskich przy ul. Bydgoskiej 1/3 w Toruniu

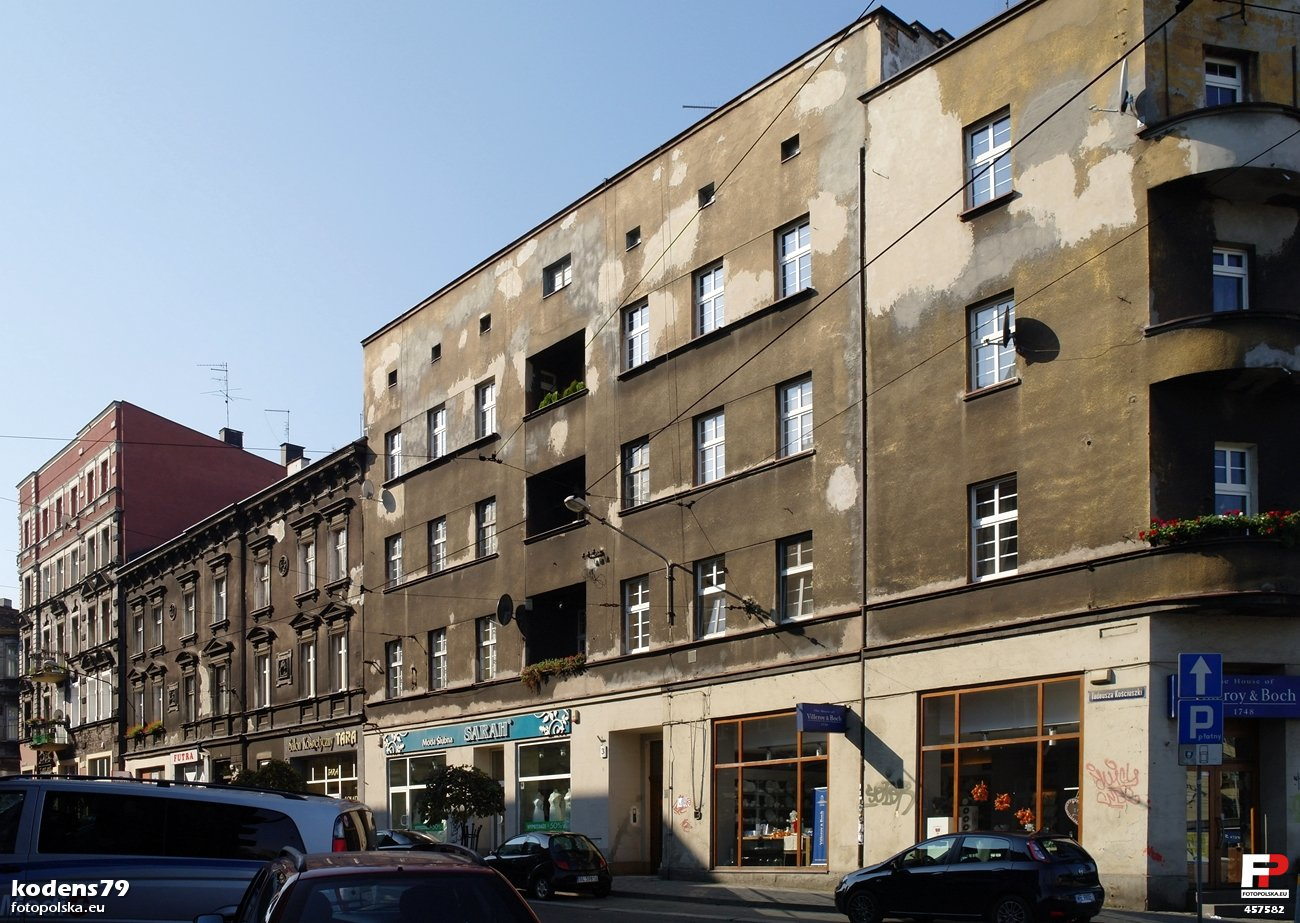
Dawna siedziba Zjednoczenia Kolejowców Polskich przy ul. Kościuszki 3 w Katowicach

Zjednoczenie Kolejowców Polskich – organizacja związkowa, największa z działających w okresie międzywojennym w środowisku pracowników kolejowych. 

## Historia
Powstała 9 maja 1929 na skutek działań władz sanacyjnych z połączenia Polskiego Związku Kolejowców (1919–1929, ok. 70 tys. członków) oraz Związku Kolejarzy Zjednoczenia Zawodowego Polskiego (ok. 40 tys. czł.), łącznie 110 tys. członków. Akt połączenia współpodpisał m.in. Ignacy Mościcki, prezydent RP. W okresie kryzysu liczba członków obniżyła się do 59 tys. (1931), 62 tys. (1932) zaś w 1939 45 tys.
Choć Statut zakładał m.in., że „związek jest organizacją ściśle zawodową, bezpartyjną, demokratyczną, opartą na zasadach narodowych i chrześcijańskich.”, de facto organizacja blisko współpracowała z partiami narodowymi (Związek Ludowo-Narodowy) i chadeckimi (Chrześcijańska Demokracja), centralą związkową Zjednoczenie Zawodowe Polskie, Naczelnym Komitetem Pracowników Państwowych, Kolejowych i Komunalnych w Warszawie oraz była członkiem Ligi Słowiańskich Narodowych Organizacji Pracowników Kolei i Żeglugi.
Organizacyjnie składała się z 30 sekcji zawodowych, m.in. mechanicznej, drogowej, przetokowych i zwrotniczych, techników kolejowych i zawiadowców odcinków, oraz z zarządów terytorialnych – okręgowych (9), oddziałów i kół; łącznie 315 oddziałów.
Obecnie kontynuatorką działań związku jest Sekcja Krajowa Kolejarzy NSZZ „Solidarność”.

## Prezesi

### Polski Związek Kolejowców
- inż. Stefan Wiktor (1919-1920)[1]
- Ludwik Jachymiak (1920-1923)[2]
- inż. Mieczysław Łopuszański (1925[3]-1928[4])

### Zjednoczenie Kolejowców Polskich
- inż. Mieczysław Łopuszański (1929[5]-1933[6])
- inż. Włodzimierz Dziekoński (1935-1939)[7]

## Media
Organem prasowymi Polskiego Związku Kolejowców był Kolejowiec Polski (1920-1929) z redakcją w Krakowie, a od 1922 w Warszawie, a następnie po zjednoczeniu Głos Kolejowca (1929-1939), z siedzibą redakcji w Warszawie, nakład 40-60 tys. egz. Związek wydawał też co roku w nakładzie 50 tys. Kalendarz – Informator Z.K.P..
Sekcja techników kolejowych publikowała mieś. Technik Kolejowy (1926-1934).

## Siedziba
W latach 1927-1930 siedziba związku mieściła się przy ul. Marszałkowskiej 113 m. 6 (wł. budynku ks. Albrecht Radziwiłł), a następnie w wybudowanym w latach 1937-1938 budynku w Warszawie, w Al. Jerozolimskich 101 (obecny adres domu: Al. Jerozolimskie 107), określanym niejednokrotnie jako Dom Kolejowców Polskich. Wcześniej w tym miejscu stał budynek w którym mieściły się siedziby Związku Kolejarzy Zjednoczenia Zawodowego Polskiego (Z.Z.P.) oraz Polskiego Związku Kolejowców (1927). W okresie 1945–1948 w zrujnowanym w 50% budynku na czas odbudowy swojej siedziby przy obecnej ul. Jaracza 2 mieścił się Związek Zawodowy Kolejarzy, w latach 1950-1991 redakcja tygodnika „Sygnały”. Następnie redakcja „Rzeczpospolitej”. Obecnie zlokalizowano tu m.in. Akademickie Liceum Ogólnokształcące. Od 2014 redakcja "Kuriera Kolejowego". 
Ponadto związek dysponował budynkami związkowymi, dużymi w:
- Katowicach, ul. Kościuszki 3 (zbud. w 1894),
- Krakowie, ul. Filipa 6 (zbud. 1929-1931), od 1973 siedziba Domu Kultury Kolejarza, od 1996 zarządzanego przez Kolejowe Towarzystwo Kultury,
- Poznaniu, ul. Spokojna 24, (ob. ul. Limanowskiego) (1933[10]-1939[11]),
- Stanisławowie, ul. 3-go Maja róg Ormiańskiej (zbud. 1925-1927); wraz z restauracją, księgarnią i sklepem dla kolejarzy[12]
- Toruniu, ul. Bydgoska 1-3 (zbud. 1925), w 1935 zakupiona przez ZKP, w latach 1945-1996 mieściła Dom Kultury Kolejarza[13],
- Wilnie, ul. Wiwulskiego 4,

mniejszymi w: Brodach, Brześciu, Dziedzicach, Lwowie, Łapach, Skarżysku, Wołkowysku; również pensjonatem w Niemirowie-Zdroju (pow. Rawa Ruska, woj. lwowskie) (1927-).